# Ulf Adlén
Ulf Folke Adlén, född 1 april 1929 i Adolf Fredriks församling i Stockholms stad, är en svensk militär.

## Biografi
Adlén avlade studentexamen i Stockholm 1948. Han avlade sjöofficersexamen vid Sjökrigsskolan 1951 och utnämndes samma år till fänrik i flottan. Han befordrades till löjtnant 1953, gick torpedutbildning 1954–1955 och studerade vid Berga örlogsskolor 1955–1956. Han var kadettofficer vid Sjökrigsskolan 1957–1960 och 1961–1963 samt gick Allmänna kursen vid Sjökrigshögskolan 1959–1960. Han befordrades till kapten 1963, var fartygschef på torpedbåt 1963–1964 och studerade vid Royal Naval Staff College i Greenwich 1965. Han tjänstgjorde vid Planeringsavdelningen i Marinstaben 1966–1968, befordrades till kommendörkapten av andra graden 1967, tjänstgjorde i Försvarsdepartementets kommandoexpedition 1968–1970 och var fartygschef på jagare 1970–1971.
År 1972 befordrades Adlén till kommendörkapten av första graden, varpå han 1972–1977 tjänstgjorde vid Ostkustens örlogsbas. Han tjänstgjorde 1977–1979 vid ”FL Vapen” i Marinstaben och 1979–1982 vid Torpedbyrån i Vapenavdelningen i Försvarets materielverk, varpå han 1982 studerade vid Försvarshögskolan och 1983–1984 var chef för 1. ytattackflottiljen. Han tjänstgjorde 1985–1990 vid Internationella enheten i Försvarsdepartementet, befordrades 1987 till kommendör och var chef för Attachéavdelningen i Internationella enheten 1987–1990.
Efter pensioneringen från Försvarsmakten var han 1989–2002 kanslichef i Föreningen Armé- Marin- och Flygfilm. Han var från 1973 adjutant hos Hans Majestät Konungen och var från 1992 ceremonimästare vid Kungliga Hovstaterna. Sedan 1990 är han Honorary Secretary i Swedish-British Society.[källa behövs]
Ulf Adlén invaldes 1981 som ledamot av Kungliga Örlogsmannasällskapet.

## Utmärkelser

### Svenska
- Riddare av Svärdsorden (6 juni 1969)[5]
- H.M. Konungens medalj, 12:e storleken med Serafimerordens band (2000)[6]

### Utländska
- Kommendör av Norska förtjänstorden (1 juli 1992)[7]
- Riddare av Isländska falkorden (26 oktober 1981)[8]
- Estniska Vita stjärnans orden II klass (8 september 1995)[9]